# Marcel Alexandre Bertrand
Pour les articles homonymes, voir Marcel Bertrand et Bertrand.
Marcel Alexandre Bertrand, usuellement Marcel Bertrand, né à Paris le 2 juillet 1847 où il est mort le 13 février 1907, est un géologue français, fondateur de la tectonique moderne par ses études sur les Alpes et sa découverte des nappes de charriages.

## Biographie
Fils du mathématicien Joseph Bertrand, Marcel Bertrand entre en 1867 à l'École polytechnique, puis en 1869 à l'École des mines de Paris. Après différents emplois dans l'est de la France, il entre en 1877 au service de la Carte géologique de France. Il étudie particulièrement le Jura, la Provence et les Alpes.
Il porte alors son attention sur les montagnes et cherche à comprendre leur formation (Orogenèse). Il réussit à expliquer le double pli des Alpes de Glaris, puis l'anomalie stratigraphique du Beausset, élabore des théories nouvelles et les présente aux congrès géologiques de Zurich et de Saint-Pétersbourg.
Sa découverte des nappes de charriage le fait considérer comme le fondateur de la tectonique moderne. Il précise l'hypothèse d'Eduard Suess et avance que l'Amérique du Nord et l'Europe sont formées de trois plissements successifs situés au bord sud d'un vieux continent primitif.
Marcel Bertrand devient en 1886 professeur de géologie à l'École nationale des mines. En 1886 et 1888, il reçoit successivement le prix Vaillant (concours de géologie) et le prix Fontannes (de la Société géologique de France). En 1888, un hommage lui est rendu au cours de la réunion de la Société géologique de France, présidée par Louis Abel Girardot. Il reçoit de nouveau le prix Vaillant en 1890, puis le prix Petit d'Ormoy en 1893. En 1896, il est élu à l'Académie des sciences.
Il avait épousé en 1886 Mathilde Mascart, fille du physicien Éleuthère Mascart. En 1900, il perdit sa fille aînée Jeanne, âgée de treize ans, ensevelie dans un éboulement presque devant ses yeux, et il ne s'en remit pas. Il est mort à Paris en 1907.
Ses quatre autres enfants sont Fanny Bertrand, qui épousa le peintre William Laparra (1873-1920) ; Claire Bertrand (1890-1969), peintre, qui épousa le peintre Willy Eisenschitz (1889-1974) ; Thérèse Bertrand (1895-1987), membre de l'Académie nationale de médecine, qui épousa Philippe Fontaine, industriel, et Louise Bertrand (1901-1992), qui épousa le géologue Eugène Raguin (1900-2001).

## Découverte des nappes de charriages
En 1884, en comparant les Alpes de Glaris en Suisse et le bassin houiller franco-belge, Marcel Bertrand constate que les différentes strates ne sont pas dans la configuration théorique. En effet des strates plus anciennes (400 millions d'années) recouvrent des strates plus récentes (300 millions d'années). Il appelle ces anomalies des nappes de recouvrement (aujourd'hui nappes de charriages). Il explique leur présence par des poussées latérales qui amèneraient d'anciennes strates à recouvrir des plus récentes. Il applique sa théorie à un autre phénomène similaire : l'anomalie du Beausset dans le Var.

## Mort
Mort en 1907 à Paris, il est inhumé au cimetière de Montparnasse (12e division).

## Distinctions
- Officier de la Légion d'honneur, 1902 (chevalier de 1885)[3].
- Prix Vaillant, 1886.
- Prix Fontannes, 1888.
- Prix Petit d'Ormoy, 1893.